# Anne-Joseph Théroigne de Méricourt

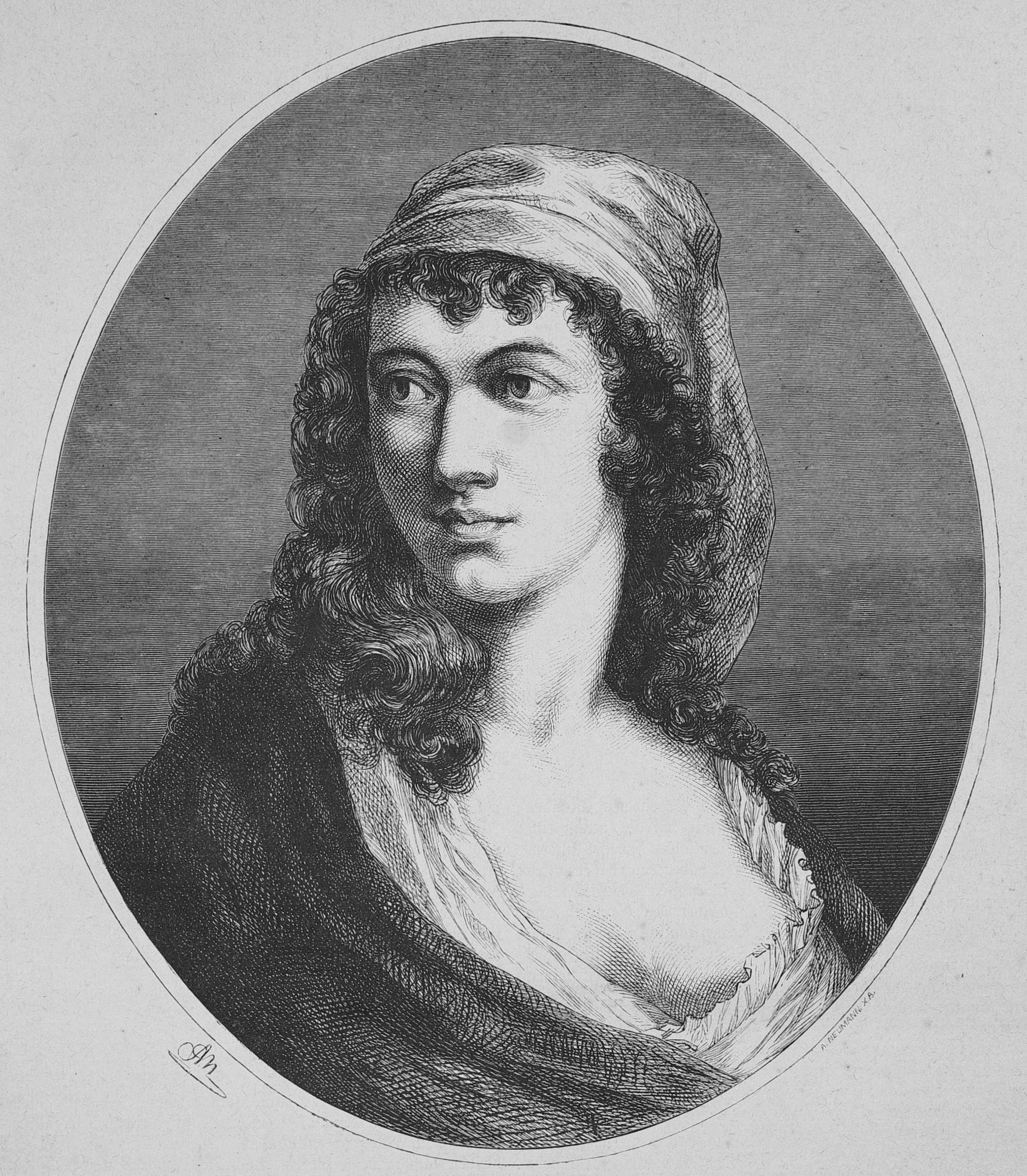
Grafika z wyobrażeniem Anne-Joseph Théroigne de Méricourt (1879)

Anne-Joseph Théroigne de Méricourt (ur. 13 sierpnia 1762 w Marcourt , zm. 9 czerwca 1817 w Paryżu) – francuska rewolucjonistka, feministka z okresu rewolucji francuskiej. 
Anne-Joseph Théroigne de Méricourt urodziła się w Marcourt . Była córką zamożnego farmera Petera Théroigne. Wychowana w klasztorze w Robermont, gdzie otrzymała wykształcenie. Jako kurtyzana i śpiewaczka odwiedziła Londyn (1782), Paryż (1785) i Genewę (1788).
W 1789 roku powróciła do Paryża. W momencie wybuchu rewolucji francuskiej była otoczona ludźmi popularnymi takimi, jak Jérôme’a Pétion de Villeneuve i Camille’a Desmoulins, jednak nie odgrywała jeszcze wtedy roli jaka jej później przypadła. Nie wzięła udziału w zdobywaniu Bastylii, ani w dniach 5 i 6 października, kiedy kobiety paryskie wyciągnęły króla i królową z Wersalu. W 1790 roku zorganizowała salon polityczny. W tym samym roku opuściła Paryż .
W Wiedniu została oskarżona o udział w spisku przeciwko królowej Francji. Po rozmowie z cesarzem Leopoldem II została uwolniona i w styczniu 1792 roku wróciła do Paryża, gdzie została ukoronowana liśćmi laurowymi z powodu swej niewoli, i odświeżyła swoje wpływy. Jej głos był bardzo często słyszany w salonach Paryża, nawet w Zgromadzeniu Narodowym. Znana od tego czasu jako la bella Ligoise, zaczęła pokazywać się publicznie w stroju do jazdy konnej, z piórem w kapeluszu, pistoletem za pasem i mieczem u boku, ekscytowała także opinię publiczną przemówieniami.
Dowodziła osobiście trzecim korpusem zwanym armią przedmieść 20 czerwca 1792 roku. Była po części odpowiedzialna za zamieszki 10 sierpnia. Nie brała udziału we wrześniowych masakrach i od 1793 stawała się mniej popularna. Pod koniec maja jakobińskie kobiety pojmały ją, rozebrały do naga i zaciągnęły do publicznego parku Tuileries. Rok później podupadła na zdrowiu psychicznym i przeniosła się do prywatnego domu, a stamtąd w 1800 do La Salpetriere, gdzie ostatecznie zmarła 9 czerwca 1817 roku nie odzyskawszy władz umysłowych.

## W literaturze
Théroigne jest jedną z bohaterek powieści Jakobini Teodora Jeske-Choińskiego.

## W sztuce
Anne-Joseph Théroigne de Méricourt portretowała Sarah Bernhardt w sztuce Théroigne de Méricourt w 1902.